# Dracophyllum secundum
Dracophyllum secundum är en ljungväxtart som beskrevs av Robert Brown. Dracophyllum secundum ingår i släktet Dracophyllum och familjen ljungväxter. Inga underarter finns listade i Catalogue of Life.

## Bildgalleri

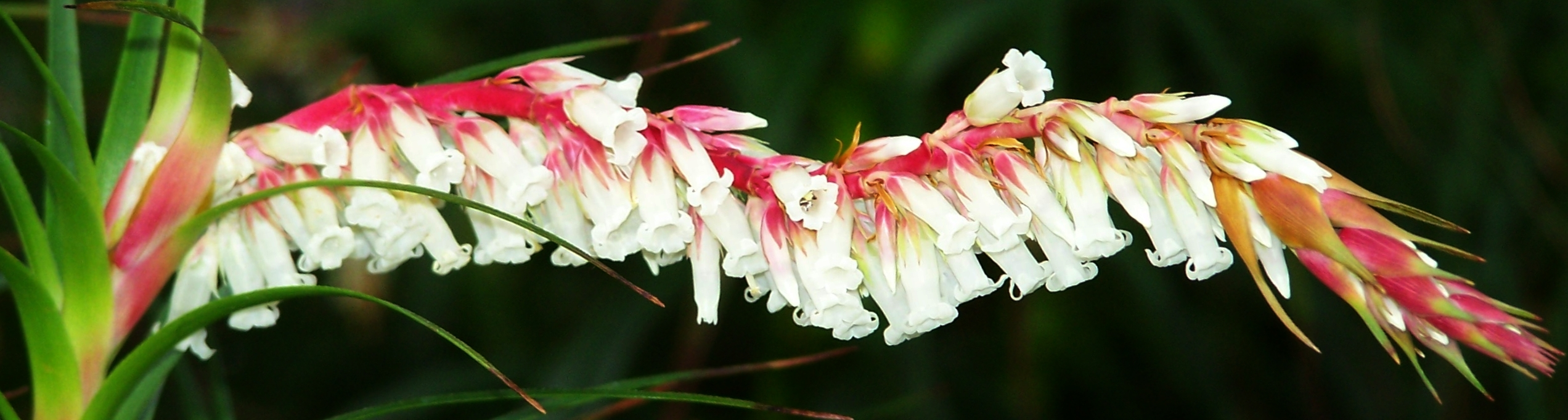
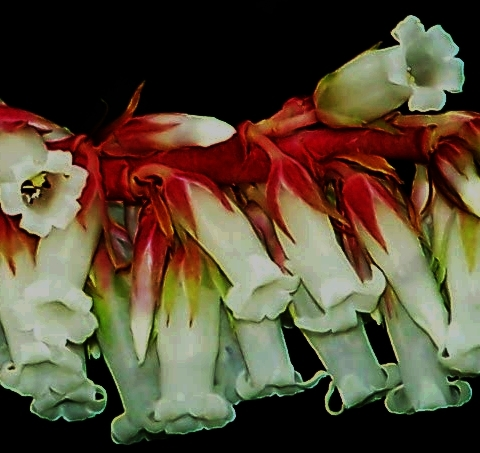
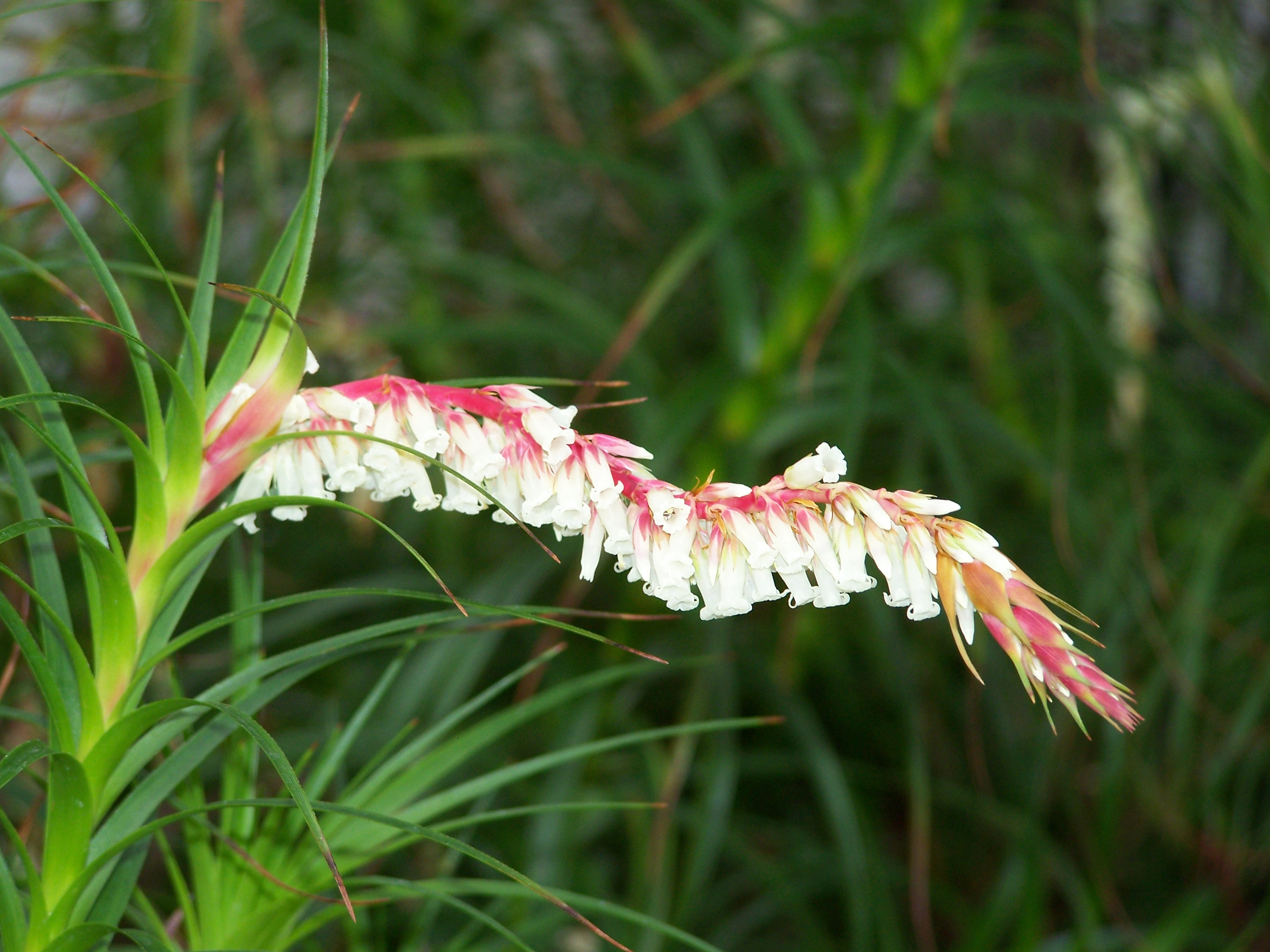